# Typ 201
Typ 201 byla třída diesel-elektrických pobřežních ponorek německého námořnictva z éry studené války. Jednalo se o první německé ponorky postavené od konce druhé světové války. Ponorky byly postaveny z nemagnetické oceli, která však pro ně nebyla vhodná a ve službě se v jejich tlakových trupech začaly brzy objevovat trhliny. Proto byly postaveny pouze tři z původně plánovaných 12 ponorek této třídy a již hotová trojice byla ze služby předčasně vyřazena a nahrazena zdokonaleným typem 205.

## Stavba
Vývoj ponorek typu 201 byl loděnicí Howaldtswerke-Deutsche Werft (HDW) v Kielu zahájen roku 1955. HDW získala objednávku na 12 ponorek této třídy, později však byla stavba devíti z nich zrušena. Dokončeny byly pouze ponorky U 1, U 2 a U 3, spuštěné na vodu v letech 1961–1962. Rozestavěná čtvrtá ponorka byla dokončena jako typ 205.
Jednotky typu 201:
| Jméno | Vstup do služby | Osud                                             |
| ----- | --------------- | ------------------------------------------------ |
| U 1   | 20. března 1962 | Vyřazena 1963.                                   |
| U 2   | 3. května 1962  | Vyřazena 1963.                                   |
| U 3   | 20. června 1964 | V letech 1962–1964 norská Kobben. Vyřazena 1967. |
| U 4   | nedokončena     | Přestavěna na ponorku typu 205.                  |

## Konstrukce

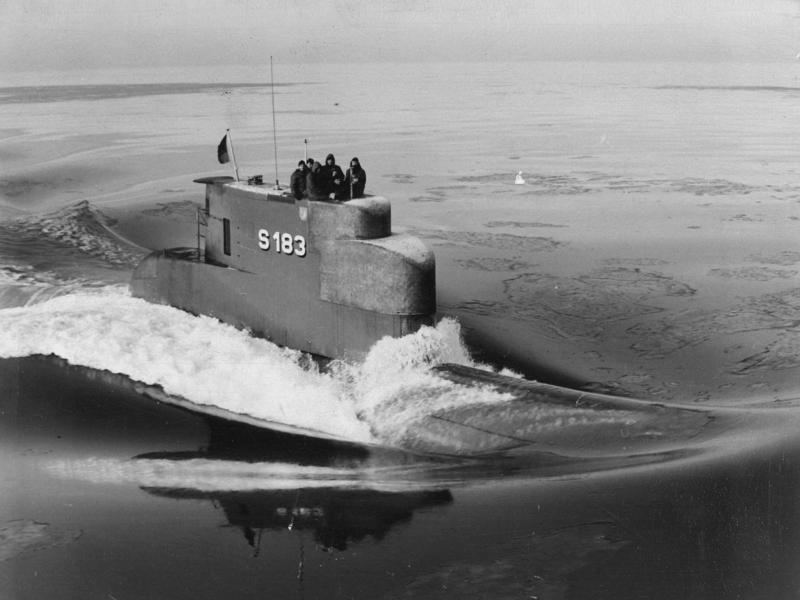
U 4 byla dokončena už jako ponorka modernějšího typu 205

Ponorky byly vyzbrojeny osmi 533mm torpédomety. V každém mohlo být jedno torpédo, nebo dvě námořní miny. Pohonný systém tvořil jeden diesel o výkonu 1200 hp a jeden elektromotor o výkonu 1200 hp, pohánějící jeden lodní šroub. Nejvyšší rychlost dosahovala 10 uzlů na hladině a 17,5 uzlů pod hladinou. Dosah byl 3800 námořních mil na hladině a 270 námořních mil pod hladinou.

## Zahraniční uživatelé
Ponorka U 3 byla v letech 1962–1964 využívána norským námořnictvem k výcviku. Nesla jméno Kobben. Poté byla vrácena.